# Cretaesalus ponomarenkoi
Cretaesalus ponomarenkoi là một loài bọ cánh cứng trong họ Lucanidae. Loài này được Nikolajev mô tả khoa học năm 1993.